# Yekaterina Klímova
Yekaterina Aleksándrovna Klímova (en ruso: Екатери́на Алекса́ндровна Кли́мова) (24 de enero de 1978 en Moscú, Óblast de Moscú) es una actriz rusa televisiva, de cine y teatro. 
En 1999 dio sus primeros pasos como artista profesional. En 2002 obtuvo el Premio Rozov a la Mejor Actriz de Menos de 30 Años por su papel de Desdémona en la representación teatral de Otelo. En 2008 volvería a ser galardonada por el Ministerio de Defensa de Rusia por Vtoroie dykhaniye.
Uno de sus trabajos más conocidos fue en la serie de 2003 Bednaya Nastya, donde interpretó a la Duquesa Natalia, y en Grigoriy R. (2014), donde interpretó a Anna Výrubova.